# Wolter Klok
Wolter Klok (1993) is een Nederlandse journalist en televisiepresentator. Hij is sinds 2020 werkzaam bij Hart van Nederland op SBS6.

## Loopbaan
Klok groeide op in Noordlaren, een dorp in de provincie Groningen. Zijn interesse in journalistiek ontstond al op jonge leeftijd; in 2005 werd hij als tiener uitgenodigd in de studio van Hart van Nederland vanwege een fansite die hij had opgericht voor het programma.
Na het behalen van zijn gymnasiumdiploma aan het Maartenscollege in Haren, studeerde hij communicatie- en informatiewetenschappen aan de Rijksuniversiteit Groningen.
Klok begon zijn professionele carrière bij RTV Drenthe, waar hij vanaf 2013 werkte als redacteur en presentator van zowel radio- als televisieprogramma’s.
In 2020 maakte hij de overstap naar SBS6, waar hij samen met Maarten Steendam een van de eerste mannelijke presentatoren werd van Hart van Nederland. In 2021 werd de ochtendeditie van Hart van Nederland geïntroduceerd, en Klok was vanaf de start betrokken als presentator van de weekenduitzendingen. Sinds 2022 is hij van maandag tot en met donderdag te zien als vaste presentator van de ochtenduitzendingen. Daarnaast verschijnt hij regelmatig als invaller bij de late editie van het programma.
In 2021 speelde Klok een kleine rol in de film De Luizenmoeder – De Film, waarin hij zichzelf vertolkte. In 2024 deed hij mee aan de kerstspecial van het televisieprogramma De Alleskunner VIPS, waarin hij op de zevende plek eindigde. In 2025 deed Klok mee aan het televisieprogramma De kwis met ballen VIPS.

## Persoonlijk leven
Sinds 2018 heeft Klok een relatie. Hij woont samen met zijn vriend in de stad Groningen.